# Felipe Miñambres
Felipe Moisés Miñambres Fernández (* 29. April 1965 in Astorga, Provinz León) ist ein ehemaliger spanischer Fußballspieler, -trainer und Funktionär.

## Spielerkarriere

### Verein
Miñambres begann in seiner Heimatstadt beim örtlichen Verein Atlético Astorga mit dem Fußballspielen. Seine erste Station im Seniorenbereich war der Zamora CF in der drittklassigen Segunda División B. 1986 wurde er von Sporting Gijón verpflichtet, wo er zunächst in der zweiten Mannschaft eingesetzt wurde.
In der Saison 1987/88 gab er sein Debüt in der Primera División. 1989 wechselte er zum Aufsteiger CD Teneriffa. Mit diesem Klub erreichte er zweimal den fünften Platz in der Primera División, wodurch sich Teneriffa jeweils für den UEFA-Pokal qualifizierte. In der Saison 1996/97 erreichte Teneriffa unter Trainer Jupp Heynckes das Halbfinale dieses Wettbewerbs, wo der Klub am späteren Sieger FC Schalke 04 scheiterte. 
1999 beendete Miñambres seine Spielerkarriere bei Teneriffa und wechselte auf den dortigen Trainerposten.

### Nationalmannschaft
Sein Debüt in der spanischen Nationalmannschaft gab Miñambres am 13. Dezember 1989 bei einem 2:1-Sieg im Freundschaftsspiel gegen die Schweiz.
Er wurde in das spanische Aufgebot für die Weltmeisterschaft 1994 in den USA berufen. Dort kam er in zwei Gruppenspielen der Vorrunde zum Einsatz. Beim 2:2 gegen Südkorea wurde er in der 64. Spielminute für Julio Salinas eingewechselt. Im Spiel gegen Bolivien stand er in der Startelf und wurde zur zweiten Halbzeit gegen Fernando Hierro ausgewechselt. Es war gleichzeitig sein letztes von insgesamt sechs Länderspielen, in denen er zwei Tore erzielte.

## Trainer- und Funktionärskarriere
Nach dem Ende seiner Spielerkarriere übernahm Miñambres den Trainerposten bei CD Teneriffa. In den folgenden Jahren trainierte er unterklassige Vereine wie Hércules Alicante, UD Salamanca, FC Alicante und UE Lleida. 2007 wurde er Sportdirektor bei Rayo Vallecano, wo er 2010 kurzzeitig auch das Traineramt übernahm.
2016 verließ er Rayo und wurde Sportdirektor bei Celta Vigo.  Dieses Amt hatte er bis zu seinem Rücktritt im Februar 2022 inne.